# خاندان (فیلم)
خاندان (به هندی: Saaransh) فیلمی محصول سال ۱۹۸۴ و به کارگردانی ماهش بات است. در این فیلم بازیگرانی همچون انوپم کهیر، روهینی هاتانگادی، سونی رازدان، مادان جین، آلوک نات، عارون باکشی ایفای نقش کرده‌اند.